# Ouédraogo (roi)
Pour les articles homonymes, voir Ouedraogo.
Ouédraogo (« L'Étalon », également transcrit en Wedraogo ou Ouidiraogo), fils ou petit-fils du chasseur et prince malinké en exil Riale, et de la princesse guerrière Yennenga, est le fondateur légendaire du Royaume mossi, ainsi que de la ville de Tenkodogo, au XIe siècle.Son fils Zoungrana lui succède après sa mort.

## Étymologie
Son nom est parfois transcrit par Wed Raogo, Wedraogo ou Ouidiraogo. Il signifie « L'Étalon » ou « cheval mâle » dans la langue locale ; ce qui constitue, entre autres d'après Jean-Louis Gouraud, un hommage à l'animal que montait Yennenga lorsqu'elle a rencontré son père. Son peuple le surnomme « Zungrana » (de « zugu », tête, et « rana », maître).

## Histoire légendaire
La naissance de Ouédraogo est liée à la légende de la princesse guerrière Yennenga. Il en existe cependant plusieurs versions ; bien que tous en fassent un descendant de la princesse Yennenga, cette dernière est le plus souvent citée comme sa mère,, ou plus rarement comme sa grand-mère.
Désireuse de trouver l'amour, Yennenga quitte les terres de son père en chevauchant son étalon, qui lui prend la main et l'embarque vers une hutte au fond d'un bois, où vit un chasseur d'éléphants du nom de Riale, ou Raogo. Acceptant l'hospitalité du chasseur, elle s'unit à lui et donne naissance à Ouédraogo, ou bien à Massom selon la version qui fait de Ouédraogo le petit-fils de Yennenga. Suivant cette dernière version, Massom donne naissance à Ouédraogo avec une jeune femme inconnue, et meurt peu après la naissance de son fils.
Yennenga apprend à Ouédraogo l'art de l'équitation, de la chasse, et de la guerre, grâce à l'utilisation de l'arc et du javelot. Riale lui enseigne la chasse aux gros animaux, tels que l'éléphant, le léopard et le lion. Ce double enseignement permet à Ouédraogo de devenir un guerrier accompli.
Sur l'initiative de sa mère, il fonde le royaume des Mossis, dont Yennenga devient reine régente. Elle lui propose de rendre visite à son grand-père, le roi Nedega du royaume Dagomba, alors qu'il est âgé de 15 ans, mais réputé aussi fort qu'un homme de 30 ans grâce à l'entraînement qu'il a suivi. Il s'y rend accompagné d'une petite cavalerie : Nedega est si heureux de le voir qu'il lui fournit 50 vaches, 4 chevaux, et de nombreux autres cavaliers pour rejoindre son armée.
Avec cette armée, Ouédraogo unit les différentes ethnies des Bousansi, affirme son statut de roi, et fonde la ville de Tenkodogo.
Il épouse la reine Pouiriketa, avec laquelle il a trois fils : Rawa, Diaba Lompo, et Zoungrana,,. Il meurt d'une flèche reçue à la poitrine durant une bataille contre les Bousansi. Son fils Zoungrana lui succède après sa mort, à la tête du royaume de Tenkodogo.

## Héritage
Ouédraogo est considéré comme l'ancêtre et le fondateur du peuple des Mossis, qui forment l'ethnie la plus importante du Burkina Faso. Instigateur d'un empire millénaire, la hiérarchie qu'il a établie ne se serait pas modifiée jusqu'à nos jours. Son nom est aussi l'un des patronymes les plus répandus du Burkina Faso.